# Tín dụng thứ cấp
Tín dụng thứ cấp là loại tín dụng dành cho những người được xác định là có thu nhập thấp hoặc có độ tín nhiệm thấp nên không có điều kiện tiếp cận tín dụng trên thị trường tín dụng hạng nhất. Nó còn được gọi là tín dụng "hạng B", để phân biệt với tín dụng "hạng A" (hay tín dụng ưu tiên, tín dụng hạng nhất) dành cho những người vay có độ tín nhiệm cao. Tín dụng thứ cấp thấy chủ yếu ở Hoa Kỳ.
So với "tín dụng hạng A", tín dụng thứ cấp thường có lãi suất cao hơn vì độ rủi ro của loại tín dụng này cũng cao hơn.
Tín dụng thứ cấp có nhiều loại, hướng tới các mục đích đi vay khác nhau của người vay, như để mua nhà (tín dụng nhà ở thứ cấp), mua ô tô, mở thẻ tín dụng.